# Maria di Clèves
Maria di Clèves (Cleves, 19 settembre 1426 – Blois, 23 agosto 1487) fu Duchessa d'Orléans come terza moglie di Carlo, duca d'Orléans.

## Biografia
Figlia di Adolfo, primo duca di Cleves, e di Maria di Borgogna, figlia di Giovanni senza Paura, il 6 novembre 1440 sposò a 14 anni Carlo d'Orleans (quasi cinquantenne), da poco liberato dalla prigionia inglese seguita alla cattura nella battaglia di Agincourt.
Il riscatto dalla prigionia (200.000 scudi d'oro) venne pagato con la dote di Maria.
Il matrimonio, avvenuto a Saint-Omer, è raffigurato in un arazzo del XV secolo conservato a Bruxelles.
La sposa incoraggiò la propensione letteraria del marito e la loro corte di Blois fu animata da artisti, poeti ed eruditi a costituire una sorta di Accademia letteraria.
Nel 1470 molti dei componimenti poetici di Regnaud le Queux e Robert du Herlin, composti in onore della duchessa, furono radunati in una raccolta, poi andata perduta.
Anche la duchessa compose alcune poesie e due rondeaux sono giunti fino a noi ("L'abit le moin ne fait pas" e "En la forest de longue actente").
Alla corte presenziarono anche gli astigiani Benoit Damien (Benedetto Damiano), coppiere e consigliere di Carlo, ed il poeta Antonio Astesano, che in seguito diventerà comandante del castello di Monterainero in Asti, quando il duca riprenderà possesso della contea astigiana.
Alla morte di Carlo, il 5 gennaio 1465, Maria di Clèves si trovò con due figlie e l'erede Luigi di soli tre anni.
Divenne quindi reggente del ducato di Orléans, di Valois, della contea di Blois, di Pavia, Beaumont, Contessa di Asti e di Coucy, oltre che pretendente al ducato di Milano.
Nel 1483 lasciò pieni poteri al figlio Luigi XII, il "padre del popolo", che fu re di Francia  dal 1498 al 1º gennaio 1515.

## Discendenza
- Maria (1457 - 1493), moglie di Jean de Foix
- Luigi (1462 - 1515), duca d'Orléans, (re di Francia nel 1498), sposò nel 1476 (annullato nel 1498) Giovanna di Francia (1464-1505), poi Anna di Bretagna e in seguito Maria d'Inghilterra
- Anna d'Orléans (1464 - 1491)

## Ascendenza
|                       |                        |                              | Genitori                   |  |  | Nonni |  |  | Bisnonni          |  |  | Trisnonni                 |  |
|                       |                        |                              |                            |  |  |       |  |  | Adolfo II di Mark |  |  | Engelberto II de la Marca |  |
|                       |                        |                              |                            |  |  |       |  |  | Adolfo II di Mark |  |  | Engelberto II de la Marca |  |
|                       |                        | Matilde d'Arenberg           |                            |  |  |       |  |  | Adolfo II di Mark |  |  |                           |  |
| Adolfo III di Mark    |                        |                              |                            |  |  |       |  |  | Adolfo II di Mark |  |  |                           |  |
|                       |                        | Margherita di Kleve          | Teodorico VII di Kleve     |  |  |       |  |  |                   |  |  |                           |  |
|                       |                        | Margherita di Kleve          | Teodorico VII di Kleve     |  |  |       |  |  |                   |  |  |                           |  |
|                       |                        | Margherita di Kleve          | Margherita di Gheldria     |  |  |       |  |  |                   |  |  |                           |  |
| Adolfo I di Kleve     |                        | Margherita di Kleve          |                            |  |  |       |  |  |                   |  |  |                           |  |
|                       |                        | Gerardo di Berg              | Guglielmo I di Jülich      |  |  |       |  |  |                   |  |  |                           |  |
|                       |                        | Gerardo di Berg              | Guglielmo I di Jülich      |  |  |       |  |  |                   |  |  |                           |  |
|                       |                        | Gerardo di Berg              | Giovanna di Hainaut        |  |  |       |  |  |                   |  |  |                           |  |
| Margherita di Berg    |                        | Gerardo di Berg              |                            |  |  |       |  |  |                   |  |  |                           |  |
|                       |                        | Margherita di Ravensberg     | Ottone IV di Ravensberg    |  |  |       |  |  |                   |  |  |                           |  |
|                       |                        | Margherita di Ravensberg     | Ottone IV di Ravensberg    |  |  |       |  |  |                   |  |  |                           |  |
|                       |                        | Margherita di Ravensberg     | Margherita di Berg-Windeck |  |  |       |  |  |                   |  |  |                           |  |
| Maria di Clèves       |                        | Margherita di Ravensberg     |                            |  |  |       |  |  |                   |  |  |                           |  |
|                       | Filippo II di Borgogna | Giovanni II di Francia       |                            |  |  |       |  |  |                   |  |  |                           |  |
|                       | Filippo II di Borgogna | Giovanni II di Francia       |                            |  |  |       |  |  |                   |  |  |                           |  |
|                       | Filippo II di Borgogna | Bona di Lussemburgo          |                            |  |  |       |  |  |                   |  |  |                           |  |
| Giovanni di Borgogna  | Filippo II di Borgogna |                              |                            |  |  |       |  |  |                   |  |  |                           |  |
|                       |                        | Margherita III delle Fiandre | Luigi II di Fiandra        |  |  |       |  |  |                   |  |  |                           |  |
|                       |                        | Margherita III delle Fiandre | Luigi II di Fiandra        |  |  |       |  |  |                   |  |  |                           |  |
|                       |                        | Margherita III delle Fiandre | Margherita di Brabante     |  |  |       |  |  |                   |  |  |                           |  |
| Maria di Borgogna     |                        | Margherita III delle Fiandre |                            |  |  |       |  |  |                   |  |  |                           |  |
|                       |                        | Alberto I di Baviera         | Ludovico il Bavaro         |  |  |       |  |  |                   |  |  |                           |  |
|                       |                        | Alberto I di Baviera         | Ludovico il Bavaro         |  |  |       |  |  |                   |  |  |                           |  |
|                       |                        | Alberto I di Baviera         | Margherita II di Hainaut   |  |  |       |  |  |                   |  |  |                           |  |
| Margherita di Baviera |                        | Alberto I di Baviera         |                            |  |  |       |  |  |                   |  |  |                           |  |
|                       |                        | Margherita di Brieg          | Ludovico I il Giusto       |  |  |       |  |  |                   |  |  |                           |  |
|                       |                        | Margherita di Brieg          | Ludovico I il Giusto       |  |  |       |  |  |                   |  |  |                           |  |
|                       |                        | Margherita di Brieg          | Agnese di Sagan            |  |  |       |  |  |                   |  |  |                           |  |
|                       |                        | Margherita di Brieg          |                            |  |  |       |  |  |                   |  |  |                           |  |